# Martutene (novel·la)
Martutene és una novel·la en basc de Ramón Saizarbitoria que va ser publicada l'any 2012. Tracta sobre les relacions de parella, a més de molts altres temes, com el treball d'escriptor, la medicina i la sanitat i el conflicte del País Basc. Està ambientada a Sant Sebastià. Martin i altres personatges de la novel·la viuen al barri de Martutene, que dona nom a l'obra. La novel·la Montauk de Max Frisch és la referència principal de l'obra: el nom de la noia estrangera és Lynn i és el personatge principal del llibre de Frisch.
La novel·la és el resultat de nou anys de treball de Saizarbitoria, i va ser publicada després de Kandinskyren tradizioa (2003), el treball més llarg que va escriure. Segons la crítica, és considerada la millor novel·la de la literatura basca dels últims temps.

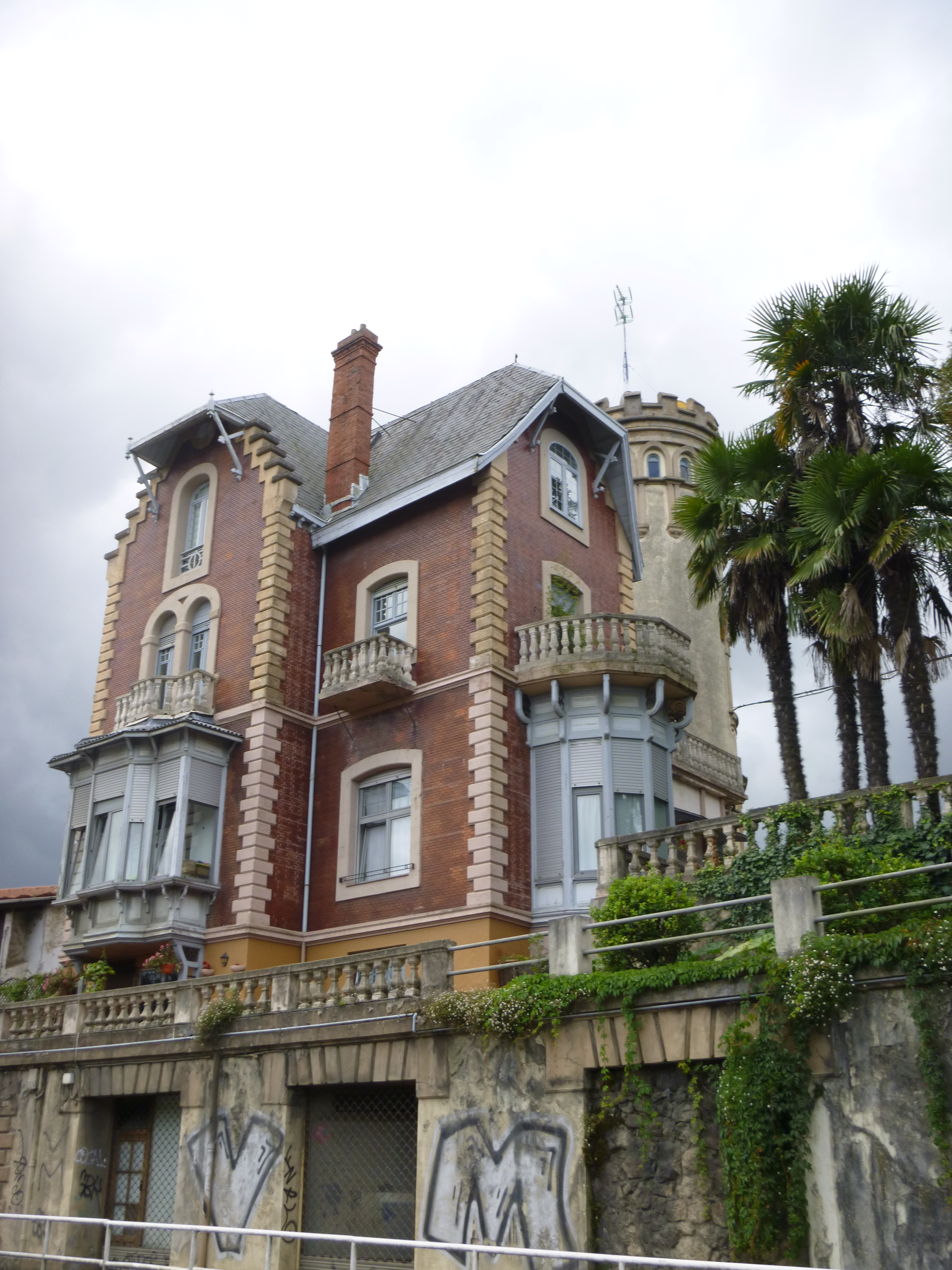
En la novel·la Martutene, Martin i Julia viuen al barri del mateix nom de Sant Sebastià.